# ماركو روسو
ماركو روسو (بالإيطالية: Marco Russo)‏ (25 أبريل 1982 بكارياتي في إيطاليا - ) هو لاعب كرة قدم إيطالي في مركز الوسط. لعب مع برمنغهام سيتي ونادي بادوفا ونادي دندي وFC Canavese ‏ وASD Cassino Calcio 1924 ‏ ونادي فيرتوس إينتيلا وإيه أس بيتزاغيتوني ونادي لوميتساني وSS Villacidrese Calcio ‏ وASD Calcio Club Vittoria 2020 ‏ وAurora Seriate Calcio ‏ وسسارة توريس ‏.

## وصلات خارجية
- ماركو روسو على موقع قاعدة بيانات كرة القدم.إي يو (الإنجليزية)
- ماركو روسو على موقع Soccerbase.com (لاعب) (الإنجليزية)